# Agim Cana
Agim Cana (Priština, Kosovo, 29. rujna 1956.) je bivši kosovski nogometaš. 
Član je zlatne generacije Prištine s kojom je 1983. bio prvak jugoslavenske 2. lige. Završetkom nogometne karijere, igrač se zbog rata na području Jugoslavije preselio s obitelji u Švicarsku. Tamo je njegov sin Lorik Cana započeo svoju nogometnu karijeru.
Danas Cana radi kao nogometni menadžer s uredom u Tirani. Osim matičnog, Agim Cana ima i tursko državljanstvo te je dobio tursko ime Alim Can.

## Osvojeni trofeji

### Klupski trofeji
| Klub     | Trofej                | Sezona / godina |
| SFRJ     | SFRJ                  | SFRJ            |
| -------- | --------------------- | --------------- |
| Priština | jugoslavenska 2. liga | 1982./83.       |

## Vanjske poveznice
- Statistika Agima Cane u turskom prvenstvu  Arhivirana inačica izvorne stranice od 4. travnja 2012. (Wayback Machine)